# دلتای ونوس (فیلم)
دلتای ونوس (به انگلیسی: Delta of Venus) یک فیلم در ژانر درام، اروتیک به کارگردانی زالمن کینگ محصول ۱۹۹۴ ایالات متحده آمریکا است. این فیلم اقتباسی از کتاب دلتای ونوس نوشته آناییز نین است؛ که پس از مرگش در سال ۱۹۷۷ منتشر شد. از ستارگانی که در این فیلم به ایفای نقش پرداخته‌اند، می‌توان به آدی انگلند، کستاس مندیلر و مارک واشوت اشاره کرد.

## داستان فیلم
پاریس ۶ ژانویه ۱۹۴۰، «النا مارتین»، تحت تأثیر نوشته‌های «لاورنس والترز»، ۴ ماه است از آمریکا به پاریس آمده‌است. النانویسنده است و در تمام طول شب مشغول کار می‌باشد؛ او که مجذوب و عاشق کارهای لاورنس است، هنگام صبح برای دیدن لاورنس از روی پل پارک «تریلند»، که مشغول قایق‌سواری است؛ تمام مسیر را می‌دود.
آن‌ها بعد از مهمانی، رابطه‌ای عاشقانه را آغاز می‌کنند. النا که باکره است و هیچ‌کس او را برهنه ندیده‌است؛ خود را در اختیار لاورنس قرار می‌دهد؛ آن‌ها به عشق بازی می‌پردازند. بعد از مدتی لاورنس قصد برگشت به نیویورک را می‌کند؛ و از النا می‌خواهد او را همراهی کند؛ ولی وی نمی‌پذیرد و آینده خود را در پاریس می‌بیند. در آخرین شب حضور لاورنس در پاریس، النا او را با «بیجو» که یک روسپی است؛ می‌بیند و جدایی تلخی از لاورنس دارد.
ناشر او «مارسل» بخاطر فشار اقتصادی و رکود بازار تحت تأثیر جنگ جهانی دوم، کارهای النا را چاپ نمی‌کند. النا کمک مالی لاورنس را نمی‌پذیرد؛ و قبول می‌کند، در گالری نقاشی دوستش «میگل» به عنوان مدل لخت همراه پسری به نام «پیر» کار کند.
مارسل خبری خوب برای النا دارد؛ و به او می‌گوید فردی برای کلکسیون شخصی خودش، به دنبال نویسنده‌ای است، که داستان‌های اروتیک بنویسد. او برای هر داستان مبلغ ۲۰۰ فرانک پیشنهاد می‌دهد. النا که در سکس بی تجربه است و تنها رابطه او با لاورنس بوده‌است؛ به عنوان اولین داستان، فضای مهمانی و رابطه خود با لاورنس را می‌نویسد. حامی مالی او داستان را ملال آور توصیف می‌کند و از او می‌خواهد بدون هراس از تمایلات و غرایز درونی خودش بنویسد و با فراموش کردن لفظ‌های ادبی، با تحریک کنندگی زیاد فقط بر روی اشخاص و سکس تمرکز کند.
النا، بیجو را می‌بیند و از او می‌خواهد که کمکش کند؛ بیجو با مخفی کردن النا در اتاقکی در هتل، اجازه می‌دهد او سکس عجیبش با یک شاهزاده آفریقایی، را ببیند و به رشته تحریر درآورد. در قدم بعدی النا با پیر که از او درخواست رابطه نزدیکتری را کرده‌است؛ عشق بازی در ماشین را تجربه و می‌نویسد. او توسط دوستش «دونالد» مردی را ملاقات می‌کند، که زندگی خود را وقف هوس‌های زن ثروتمندش کرده‌است؛ و با دادن پول به مردان غریبه، آن‌ها را به ملاقات و همبستر شدن با همسرش می‌برد و از اینکه بقیه سکس آن‌ها را ببینند، ارضاء می‌شود. او برای داستان بعدیش اجازه می‌دهد یک فاشیست با بستن دستش توسط قلاده سگان، به او تجاوز کند.
النا که خود نمی‌فهمد؛ وارد تاریکی شده‌است؛ برای کشف ناشناخته‌های درونش و ادامه دادن کتاب، به محفل زیرزمینی همجنس گرایان وارد می‌شود؛ و با «لیلا» خواننده و دوستش «آریل» وارد رابطه جنسی سه نفره می‌شود.
هیتلر به پشت مرزهای پاریس می‌رسد؛ و مارسل از او می‌خواهد که شهر را ترک کند. در حقیقت حامی مالی النا دیگر حاضر به پرداخت پول نیست؛ و محیط پاریس را امن نمی‌داند. لاورنس به پاریس بر می‌گردد؛ و النا او را نمی‌پذیرد. لاورنس که متوجه شده‌است؛ آثار النا حاصل تجربیات خودش است؛ فاش می‌کند، که او حامی مالیش بوده‌است. النا که خشمگین شده‌است؛ در‌حال ترک لاورنس، مورد تعدی مرد فاشیست قرار می‌گیرد و لاورنس با کتک زدن مرد، او را به کلیسا فراری می‌دهد. النا که در اعماق وجودش، هنوز عاشق لاورنس است؛ با به‌یاد آوردن تمام خاطراتش در نبود لاورنس، در کلیسا با او عشق بازی می‌کند.
النا پاریس را ترک می‌کند و این بار لاورنس است که از روی پل نظاره گر او است.